# Adam Tensta
Adam Tensta Adam Momodou Taal Eriksson (født 1. august 1983 i Tensta, Stockholm) er en svensk hiphopartist.
Han slog igennem i 2007 med sangen "My Cool".

## Diskografi

### Album
- 2007 – It's a Tensta Thing
- 2009 – It's a Tensta Thing (International version)
- 2011 – Scared of the Dark

### Singles
- 2006 – Bangin on the System
- 2007 – They Wanna Know
- 2007 – My Cool
- 2008 – Before U Know It
- 2008 – Dopeboy
- 2010 – Like a punk
- 2011 – Scared of the Dark (med Billy Kraven)